# Skaftafell
Skaftafell je območje ohranjanja narave v regiji Öræfi na jugovzhodu Islandije.

## Narodni park Skaftafell
Skaftafell je narodni park, ki leži med krajema Kirkjubæjarklaustur (tudi Klaustur) in Hofn na jugu Islandije. Dne 7. junija 2008, ki je postal del večjega Narodnega parka Vatnajökull.
Ustanovljen je bil 15. septembra 1967 in se kasneje še dvakrat razširil. Danes park meri okoli 4807 km2 in ga uvršča na drugo mesto med parki Islandije. Sem spada dolina Morsárdalur, gorska veriga Kristínartindar in ledenik Skaftafellsjökull (jezik ledenega pokrova Vatnajökull).
Pokrajina je zelo podobna nekaterim v Alpah, vendar je nastala v tisočih letih pod različnimi vplivi vulkanskih izbruhov Öræfajökull in erozije vode (ledenika Skeiðarájökull in Skaftafellsjökull), rek Skeiðará, Morsá in Skaftafellsá. Vulkanski izbruhi pod ledeno kapo povzročijo jökulhlaups (ledeniške poplave), zato reka Skeiðará zelo naraste. Peščena pustinja med ledenikom in morjem, ki jo ustvarjajo jökulhlaups se imenuje Sandur. Zadnji tak pojav je bil v letu 1996.
Slap Svartifoss (črni slap) je ena največjih znamenitosti parka Skaftafell, predvsem zaradi stene iz bazaltnih stebrov preko katere pada slap. Pada preko približno 20 metrov visoke stopnje. Njegovo ime izvira od črnih bazaltnih stebrov za njim.
Skaftafell je znan po svojem prijetnem podnebju in sončnih dneh v poletnih mesecih. Tukaj naravno raste breza Bæjarstaðarskógur, živijo pa tudi mnoge vrste ptic in arktična lisica.
V srednjem veku je bilo na tem področju  nekaj velikih kmetij, ki pa so jih zapustili po dveh vulkanskih izbruhih in posledičnih ledeniških tokovih. Dve preživeli kmetiji se zdaj večinoma preživljajo s turizmom. Park ima tudi informacijski center in kamp. V parku so urejene številne pohodniške poti do posameznih znamenitosti.
Bližnji zaselki so Kirkjubæjarklaustur, Svínafell, Hof, in Kálfafell.

## Zgodovina naselitve
Kmalu potem, ko je bila Islandija naseljena, je na območju Skaftafell nastala velika naselbina. Katastrofalni izbruh Öræfajökull leta 1362 je uničil celotno lokalno skupnost in od tedaj dalje se okrožje imenuje Öræfi (Ledina). Naselbina je bila kmalu ponovno vzpostavljena, vendar se je v tem času podnebje  začelo ohlajati in vedno težje je bilo živeti od kmetovanja. Pogosti izbruhi Grímsvötna so sprožili jökulhlaups (ledeniške poplave) in polja je prekril pepel in pesek. Leta 1988 je bilo tradicionalno kmetovanje na območju Skaftafell prekinjeno.
V prejšnjih časih so se kmetje poleg ovčereje ukvarjali tudi z lovom na tjulnje in zbiranjem jajc. Nasedle ladje so bile odličen vir materiala za izdelavo različnih predmetov in nekateri kmetje so postali znani po svojih ročnih izdelkih. Domačije so stale tik pod pobočji, kjer je nekaj ruševin v Gömlutúnu še vedno vidnih. Reka Skeiðará je začela teči bližje kmetijam in uničevala polja, dokler se v začetku 19. stoletja niso kmetij preselili v gorska pobočja. Ena od njih imenovana Sel je bila opuščena leta 1946, a so jo obnovili v Narodnem muzeju in je dostopna za obiskovalcem.

## Pokrajina in geologija
Pokrajina okoli Skaftafella je polna kontrastov. Različni ledeniški jeziki obdajajo nazobčane gore. Ledeniško preoblikovan najvišji vrh je Hvannadalshnjúkur. Ledeniki in reke močno erodirajo tla. Ledeniki so se v različnih obdobjih pomikali nižje ali umikali, najdlje je bil okoli leta 1890, od takrat pa je spet umaknil.
Reke odlagajo ogromno materiala, ki je ustvaril ogromen peščeni predel imenovan Skeiðarársandur. Cesta št. 1, ki poteka krožno po vsej državi od leta 1974, je bila zaradi takih nanosov večkrat zaprta, zato so reko Skeiðará premostili z mostom. Pa še vedno se zgodi, na primer v letu 2009, da si je reka Skeiðará ustvarila nov tok. Sedaj teče proti zahodu neposredno izpod ledenika v reko Gígjukvísl in pod omenjenim mostom je ostalo zelo malo vode.
Geologija območja Skaftafell je bila podrobno raziskana. Izdelana je bila tudi geološka karta območja in objavljena leta 2007. Na voljo je obiskovalcem v Centru nacionalnega parka, kot tudi v knjigarnah v Reykjaviku. Spletna stran o geologiji Skaftafella (skaftafell.org) opisuje različne vrste kamnin na tem območju. Najstarejše kamnine so stare okoli 5 milijonov let. Plasti so se pogosto premikale zaradi premikanja ledenikov. Najstarejša morena na tem območju je stara okoli 4 milijone let.
Okolica Skaftafella je preživela precejšnjo vulkansko aktivnost. Izbruh Öræfajökulla leta 1362 je proizvedel več pepela kot katerikoli islandski ognjenik. Manjši izbruh je nastal še leta 1727. V letu 2011 so znanstveniki ugotovili, da je subglacialni vulkan Grímsvötn najbolj aktiven vulkan v državi, prav tako je znan po ogromnih ledeniških poplavah, ki so posledica izbruhov.

## Rastline in divje živali
V primerjavi z drugimi južnimi obalnimi južni področji ima Skaftafell blago prijetno podnebje, saj leži v zavetju visokega Öræfajökulla. Tukaj rastejo breze in jesen in druga podrast, višje v Bæjarstaðarskógur pa le breza. Pogoste so cvetoče rastline kot so zvončnice, rumeni in piramidasti kamnokreč.
Ker se ovce ne pasejo več, se je vegetacija spremenila in se hitro prilagaja delovanju ledenikov Skaftafellsjökull in naplavinam Morsárdalur. Vrste, kot so vrtne in divje angelike, grahorji in druge arktične rečne rastline, ki jih skoraj nikoli ne najdemo na pašnikih, so tukaj pogoste. Breze in vrbe so prav tako začele kolonizirati zemljo.
V gozdu pri Skaftafellu najdemo vinskega drozga (Turdus iliacus), vrsto ščinkavca (Carduelis flammea) in vrabce, na travnikih in pobočjih pa kljunače, belko, prosenko in travniško cipo. Druge ptice, ki so pogoste so krokar, mali sokol, navadni kupčar in snežni strnad. Edini divji sesalci so polarne lisice, kune in poljske miši. Tukaj živijo tudi različni insekti odvisno od rastlin.